# Golița, Bolgrad
Golița (în bulgară Голица, transliterat: Golița, în ucraineană Голиця, transliterat: Holîțea) este un sat în comuna Vaisal din raionul Bolgrad, regiunea Odesa, Ucraina. Are 1,506 locuitori, preponderent bulgari.
Satul este situat la o altitudine de 35 metri, în partea de est a raionului Bolgrad. El se află la o distanță de 37 km est de centrul raional Bolgrad. Teritoriul acestei localități este traversat de râul Catalpugul Mic, care se varsă în râul Catalpugul Mare, în apropiere de vărsarea acestuia din urmă în lacul Catalpug, în dreptul satului Șichirlichitai-Noi.

## Istoric
Prin Tratatul de pace de la București, semnat pe 16/28 mai 1812, între Imperiul Rus și Imperiul Otoman, la încheierea războiului ruso-turc din 1806 – 1812, Rusia a ocupat teritoriul de est al Moldovei dintre Prut și Nistru, pe care l-a alăturat Ținutului Hotin și Basarabiei/Bugeacului luate de la turci, denumind ansamblul Basarabia (în 1813) și transformându-l într-o gubernie împărțită în zece ținuturi (Hotin, Soroca, Bălți, Orhei, Lăpușna, Tighina, Cahul, Bolgrad, Chilia și Cetatea Albă, capitala guberniei fiind stabilită la Chișinău). 
După războiul ruso-turc, începând din anul 1812 s-au stabilit în sudul Basarabiei familii de imigranți bulgari din sudul Dunării, aceștia primind terenuri de la ocupanții ruși ai Basarabiei. Satul Golița a fost fondat în anul 1830 de către coloniștii bulgari. 
În urma Tratatului de la Paris din 1856, care încheia Războiul Crimeii (1853-1856), Rusia a retrocedat Moldovei o fâșie de pământ din sud-vestul Basarabiei (cunoscută sub denumirea de Cahul, Bolgrad și Ismail). Satul Golița s-a aflat pe teritoriul rămas Rusiei.
În vara anului 1871, autoritățile țariste au desființat privilegiile coloniștilor bulgari din Basarabia, ceea ce a schimbat structura administrativă a coloniilor bulgare. În ianuarie 1918, activiștii bolșevici au preluat conducerea în sat.
După Unirea Basarabiei cu România la 27 martie 1918, satul Golița a făcut parte din componența României, în Plasa Tașlâc (apoi în Plasa Ivăneștii noi) a județului Cetatea Albă. Pe atunci, majoritatea populației era formată din bulgari, existând și o comunitate mică de români. La recensământul din 1930, s-a constatat că din cei 3.388 locuitori din sat, 3.319 erau bulgari (97.96%), 25 români (0.74%), 19 ruși (0.56%) și 3 ucraineni. 
Ca urmare a Pactului Ribbentrop-Molotov (1939), Basarabia, Bucovina de Nord și Ținutul Herța au fost anexate de către URSS la 28 iunie 1940. După ce Basarabia a fost ocupată de sovietici, Stalin a dezmembrat-o în trei părți. Astfel, la 2 august 1940, a fost înființată RSS Moldovenească, iar părțile de sud (județele românești Cetatea Albă și Ismail) și de nord (județul Hotin) ale Basarabiei, precum și nordul Bucovinei și Ținutul Herța au fost alipite RSS Ucrainene. La 7 august 1940, a fost creată regiunea Ismail, formată din teritoriile aflate în sudul Basarabiei și care au fost alipite RSS Ucrainene .
În perioada 1941-1944, toate teritoriile anexate anterior de URSS au reintrat în componența României. Apoi, cele trei teritorii au fost reocupate de către URSS în anul 1944 și integrate în componența RSS Ucrainene, conform organizării teritoriale făcute de Stalin după anexarea din 1940, când Basarabia a fost ruptă în trei părți. În anul 1954, Regiunea Ismail a fost desființată, iar localitățile componente au fost incluse în Regiunea Odesa.
Începând din anul 1991, satul Golița face parte din raionul Bolgrad al regiunii Odesa din cadrul Ucrainei independente. În prezent, satul are 1.506 locuitori, preponderent bulgari.

## Economie
Locuitorii satului Golița se ocupă în principal cu agricultura. Se cultivă cereale și viță de vie. În sat funcționează o fermă de carne și de produse lactate. De asemenea, aici există o moară și o fabrică de cherestea. 

## Demografie
Componența lingvistică a comunei Golița
     Bulgară (91,63%)
     Ucraineană (2,92%)
     Rusă (2,92%)
     Română (1,26%)
     Alte limbi (0,07%)
Conform recensământului din 2001, majoritatea populației comunei Golița era vorbitoare de bulgară (91,63%), existând în minoritate și vorbitori de ucraineană (2,92%), rusă (2,92%) și română (1,26%).
1930: 3.388 (recensământ)
2001: 1.506 (recensământ)

## Obiective turistice
- Monumentul lui V.I. Lenin